# Chariots of War
Chariots of War är ett datorspel från 2003 som utspelar sig i östra medelhavsområdet under bronsåldern. Spelaren tar kontroll över en av alla de många småstater/folkstammar som fanns då och ska med handel, diplomati och krigföring expandera sitt område.